# Joseph Caryl
Joseph Caryl (Londra, novembre 1602 – 25 febbraio 1673) è stato un religioso inglese.

## Biografia
Nato a Londra da una "famiglia raffinata", entrò all'Exeter College di Oxford nel 1621 come communer dove si distinse in breve tempo per le sue doti di oratore e di dialettico e dove ottenne il Master of Arts nel 1628. Dopo aver preso gli ordini, divenne per breve tempo curato di Battersea, nel Surrey, ma subito dopo divenne predicatore al Lincoln's Inn e il 27 aprile 1642 tenne la sua prima predica al cospetto del Parlamento Lungo, a cui ne sarebbero seguite numerose altre, in occasione dei loro digiuni solenni ed in altre occasioni liturgiche; come conseguenza di ciò, la Camera dei Comuni lo indusse a predicare in favore della istituzione della Solemn League and Covenant, ovvero l'accordo tra Parlamento e Covenanters scozzesi stipulato per un'alleanza contro Carlo I.

## L'attività per conto delCommonwealth of England
Per merito delle sue spiccate capacità oratorie e la sua profonda conoscenza teologica, venne nominato tra i componenti dell'Assemblea di Westminster nel 1643. All'interno dell'Assemblea egli manifestò una posizione piuttosto moderata, ma venne sempre identificato, come fece Edmund Calamy il Vecchio, come appartenente, seppur moderato, al gruppo degli Indipendenti. Anche se non fu tra i firmatari del trattato apologetico, An Apologeticall Narration, Hvmbly svbmitted to the Honourable Houses of Parliament. By Tho: Goodwin, Philip Nye, Sidrach Simpson, Jer: Burroughes, William Bridge. London, Printed for Robert Dawlman, M.DC.XLIII del 1643, firmato da cinque rappresentanti Indipendenti, Thomas Goodwin, Philip Nye, Sidrach Simpson, Jeremiah Burroughs e William Bridge, e considerato un manifesto del congregazionalismo, Caryl si schierò con la minoranza di Indipendenti contrari al presbiterianesimo. Nonostante la sua posizione contraria al sistema presbiteriano, egli fu, sin dal 1630, un convinto sostenitore delle istanze ecumeniche dell'eclettico Samuel Hartlib e del ministro del culto scozzese e calvinista John Dury i quali, sia durante la guerra civile che durante il Commonwealth of England, cercarono di promuovere l'unificazione del credo protestante, sia calvinista che luterano, in un'unica Chiesa. A tale scopo Caryl fu uno dei sostenitori della proposta presentata da Dury nel 1647 per l'accettazione del sistema presbiteriano all'interno del movimento degli Indipendenti.

Nel 1645 venne nominato ministro del culto per la chiesa di St Magnus-the-Martyr, nei pressi di London Bridge, nella quale predicò per ben sedici anni. Nel 1647 venne incaricato, insieme a Stephen Marshall, per il conforto religioso in favore di Carlo I durante la sua prigionia presso Holdenby House. Nel 1648 fu inviato come cappellano della Commissione parlamentare a Newport ed in seguito della Commissione guidata dallo stesso Oliver Cromwell in Scozia prima nel 1648 e poi nel 1651, in compagnia del cappellano personale di Cromwell, John Owen. Insieme a Stephen Marshall ed a Hugh Peter, entrambi appartenenti al movimento religioso degli Indipendenti, fu uno dei predicatori che presenziarono al digiuno solenne dell'8 dicembre 1648 in Parlamento, il giorno successivo alla Purga di Pride, tuttavia, dopo l'esecuzione di Carlo I, lo stesso Caryl, con Philip Nye ed altri ministri del culto cercarono di dissuadere alcuni dei parlamentari moderati esclusi dalla Purga di Pride a rientrare in Parlamento nel 1649. In quello stesso anno Caryl divenne uno dei predicatori nell'Abbazia di Westminster dove rimase fino al 1660.

Nel marzo del 1651 Caryl rifiutò la nomina a diacono presso il Christ Church di Oxford, carica che venne assegnata a John Owen, ma in giugno di quello stesso anno accettò l'incarico di predicatore presso il palazzo di Whitehall. Nel 1654 venne eletto nella commissione parlamentare per l'ammissione dei ministri di culto, e nel 1655 conferì con il Maggiore-Generale Thomas Harrison in nome del Parlamento per dirimere alcune questioni religiose e nel 1656 incontrò, sempre come delegato del Parlamento, il leader quacchero James Nayler. Nel 1658 partecipò all'Assemblea degli Indipendenti tenutasi alla Savoy Chapel e fu uno dei delegati con il compito di consegnare una lettera al George Monck per conto di tutte le chiese congregazionaliste per richiedere la protezione della libertà di culto. Profondo conoscitore della lingua lingua greca antica, Caryl pubblicò nel 1658 una grammatica e fu il principale curatore di un lessico Greco-Inglese nel 1661. Nel 1662 Caryl venne espulso in qualità di rettore di St Magnus-the-Martyr, e subito dopo venne tratto in arresto per aver continuato a predicare in una congregazione presso Southwark. Dopo essere stato scarcerato continuò a predicare per una congrega di Indipendenti che si riuniva in luoghi di culto sempre diversi fino alla sua morte, avvenuta nel 1673 presso Bury Street.